# Segno di raddoppiamento

Il segno di raddoppiamento in corsivo

Il segno di raddoppiamento (cinese: 踊字 yǒngzì; giapponese: 踊り字 odoriji) è un carattere cinese utilizzato come segno d'interpunzione per indicare la ripetizione del carattere che lo precede e viene raffigurato con un 々.

Ad esempio "grazie", 謝謝 xièxiè, può essere scritto: 謝々.
Il segno di raddoppiamento è presente anche in giapponese con le varianti ゝ per lo hiragana e ヽ per il katakana.

Raramente usato nella scrittura a stampa è comunemente usato nella scrittura corsiva a mano. Nella stampa è leggermente più diffuso a Taiwan a causa dell'influenza giapponese (l'isola fu colonia giapponese dal 1895 al 1945).
L'utilizzo di un segno di raddoppiamento risale alla dinastia Zhou quando per frasi come 子子孫孫寶用 nei bronzi si trova: "子二孫二寶用" dove il raddoppiamento è dato dal carattere 二 "due".